# مارتین هویت (هنرپیشه)
مارتین هویت (انگلیسی: Martin Hewitt؛ زادهٔ ۱۹ فوریهٔ ۱۹۵۸) یک هنرپیشه اهل ایالات متحده آمریکا است.
از فیلم های معروف او می توان به بازی در عشق بی‌پایان اشاره کرد.